# Scytodes venusta
Scytodes venusta là một loài nhện trong họ Scytodidae.
Loài này thuộc chi Scytodes. Scytodes venusta được Tord Tamerlan Teodor Thorell miêu tả năm 1890.